# Holzweißig
Holzweißig è una frazione della città tedesca di Bitterfeld-Wolfen, nella Sassonia-Anhalt.

## Storia
Holzweißig fu citata per la prima volta intorno al 1323, e costituiva un piccolo centro rurale, posto nei pressi della città di Bitterfeld.
Agli inizi del XX secolo, Holzweißig fu investita dallo sviluppo industriale della regione.
Il 1º luglio 2007 il comune di Holzweißig fu fuso con le città di Bitterfeld e Wolfen, e i comuni di Greppin e Thalheim, formando la nuova città di Bitterfeld-Wolfen.